# シトルリン化

シトルリン化反応。アルギニンがシトルリンに転化する。

シトルリン化（シトルリンか）は、脱イミン反応とも呼ばれ、タンパク質中のアルギニンのシトルリンへの翻訳後修飾に使われる用語である。
シトルリンへの変換は、タンパク質を構成するアミノ酸の中で最も塩基性の強いアルギニンが中性のシトルリンに変換されるため、タンパク質の構造と反応にとってとても重要な反応である。このタンパク質の疎水性の増大はタンパク質の折りたたみ構造の展開に重要である。　
この反応ではアルギニンの側鎖のN末端が酸素に置換される。ここでは1つの水分子が消費され、副産物としてアンモニアが生じる。

## 酵素
この反応はペプチジルアルギニンデイミナーゼ(PADs)と呼ばれる酵素群によって行われる。シトルリン化は尿素回路ではオルニチントランスカルバモイラーゼ(OTC)によって行われ、また、一酸化窒素シンターゼ(NOS)の酵素反応でもアルギニンのシトルリンへの転化が起こり、"副生成物"としてシトルリンが生成する。

## 反応
通常、ミエリン塩基性タンパク質(MBP)やフィラグリン、いくつかのヒストンタンパク質はシトルリン残基を含み、また、細胞死もしくは組織が炎症を起こしたときフィブリンとビメンチンではシトルリン化が起こる。フィブリンとフィブリノゲンは、関節リウマチ患者の関節内部でのアルギニンの脱イミン化において有利な領域である。

## 関節リウマチ
アンチシトルリン化タンパク質(ACP)抗体(→抗環状シトルリン化ペプチド抗体(抗CCP抗体))の存在は、関節リウマチ(RA)患者において高く、診断に使われる。